# 克洛伊·埃斯波西托
克洛伊·埃斯波西托（英語：Chloe Esposito，1991年9月19日—），澳大利亚女子射击、现代五项运动员，参加过2008年英联邦青年运动会10米气手枪比赛，也参加了2012年奥运会现代五项比赛。在2016年奥运会女子现代五项上以1372分获得金牌并打破奥运会纪录。她的父亲丹尼尔和弟弟马克斯也都从事现代五项运动。